# Minolovac
Minolovac je naziv koji se koristi za ratni brod sagrađen i opremljen za neutralizaciju, odnosno uništenje morskih mina.
Minolovci se ponekad dijele na tzv. čistače mina, koji plove određenim područjem koristeći poseban uređaj zvan minolovka, te minolovce u užem smislu koji su specijalizirani za pronalaženje i uništenje pojedinačnih mina.
Minolovci su u pravilu maleni brodovi, najčešće sagrađeni od drva, plastike i drugih materijala kojima bi trebali spriječiti detonaciju magnetskih mina. Osim otkrivanja i uništavanja mina (neke mine mogu onesposobiti jedino obučeni ronioci) mogu služiti za patroliranje i druge pomoćne zadatke, a neki služe i kao minopolagači.
Minolovac je jedan od najmanjih ratnih brodova, ali je zato i najrasprostranjeniji među ratnim mornaricama svijeta.

## Primjeri
- Minolovci klase Sonya

## Vanjske poveznice
- Minolovac Hrvatska tehnička enciklopedija, portal hrvatske tehničke baštine. LZMK